# Antonio Piovanelli
Antonio Piovanelli (Lograto, 1940) è un attore italiano.

## Biografia
È un attore di cinema, televisione e teatro, ha frequentato la Scuola del Piccolo Teatro di Milano e diplomatosi al Centro Sperimentale di Cinematografia di Roma. Tra i suoi ruoli cinematografici più importanti viene ricordato quello di Turo Dalco in Novecento regia di Bernardo Bertolucci, la guida in L'Agnese va a morire diretto da Giuliano Montaldo, Don Casimiro in Venga a prendere il caffè... da noi con regia di Alberto Lattuada.
È stato il protagonista dei film: Woyzeck nel 1973; Il Pratone del Casilino nel 1996; Senti l'Estate che torna nel 2009. Nel 2017 interpreta il ruolo di Gianfranco Miglio nella serie 1993. Nel 2019 Il suo ultimo ruolo da protagonista è l'interpretazione di Luigi nel film Dafne di Federico Bondi.

## Filmografia

### Cinema
- Sotto il segno dello scorpione, regia di Paolo e Vittorio Taviani (1969)
- Satiricosissimo, regia di Mariano Laurenti (1970)
- I cannibali, regia di Liliana Cavani (1970)
- Venga a prendere il caffè... da noi, regia di Alberto Lattuada (1970)
- Corbari, regia di Valentino Orsini (1970)
- Woyzeck, regia di Giancarlo Cobelli (1973)
- Novecento, regia di Bernardo Bertolucci (1976)
- L'Agnese va a morire, regia di Giuliano Montaldo (1976)
- Il gabbiano, regia di Marco Bellocchio (1977)
- Antonio Gramsci: i giorni del carcere, regia di Lino Del Fra (1977)
- Nel più alto dei cieli, regia di Silvano Agosti (1977)
- Salto nel vuoto, regia di Marco Bellocchio (1980)
- Gli occhi, la bocca, regia di Marco Bellocchio (1982)
- Difendimi dalla notte, regia di Claudio Fragasso (1982)
- Pianoforte, regia di Francesca Comencini (1984)
- Orfeo, il giorno prima, regia di Giovanni Minerba - cortometraggio (1994)
- Favola contaminata, regia di Claudio Pappalardo (1995)
- Il pratone del casilino, regia di Giuseppe Bertolucci (1996)
- Senti l'Estate che torna, regia di Simone Visparelli (2009)
- Dafne, regia di Federico Bondi (2019)
- Il cattivo poeta, regia di Gianluca Jodice (2020)
- Esterno notte, regia di Marco Bellocchio (2022)
- Rapito, regia di Marco Bellocchio (2023)

### Televisione
- L'amante dell'Orsa Maggiore, regia di Valentino Orsini (1972) - film TV
- Orlando furioso, regia di Luca Ronconi (1974) - miniserie TV
- Mosè, regia di Gianfranco De Bosio (1974) - miniserie TV
- L'uomo difficile, regia di Giancarlo Cobelli (1978) - film TV
- I problemi di Don Isidro, regia di Andrea Frezza (1978) - miniserie TV
- Il fascino dell'insolito, regia di Andrea Frazzi e Antonio Frazzi (1981) - serie TV
- Cenere per le sorelle Flynn , regia di Giorgio Treves (1982) - film TV
- Strada Pia, regia di Georg Brintrup (1983) - film TV
- 1993, regia di Giuseppe Gagliardi (2017) - serie TV
- Tina Anselmi - Una vita per la democrazia, regia di Luciano Manuzzi – docu-drama (2023)

### Teatro
- I fratelli Karamazov, regia di Luca Ronconi (2001)
- Pilade, di Pier Paolo Pasolini, regia Bruno Venturi (2010)

## Doppiaggio

### Film
- Maksim Mongužukovič Munzuk in Dersu Uzala - Il piccolo uomo delle grandi pianure